# Don Schwall
Donald Bernard Schwall (Wilkes-Barre, Pensilvania, 2 de marzo de 1936), más conocido como Don Schwall, es un exjugador profesional estadounidense de béisbol que se desempeñó en la posición de lanzador en las Grandes Ligas de Béisbol (MLB). Logró obtener el premio Novato del Año.

## Carrera
Schwall jugó como profesional dos temporadas en Boston Red Sox (1961-1962), después pasó a Pittsburgh Pirates (1963-1966), luego a Atlanta Braves, donde jugó dos temporadas (1966-1967), y fue el equipo en el que se retiró.

## Premios
En 1961, fue galardonado con el premio Novato del Año.